# Seki Matsunaga
Seki Matsunaga (jap. 松永 碩 Matsunaga Seki; ur. 25 czerwca 1928 w Shizuoce, zm. 4 marca 2013) – japoński piłkarz, reprezentant kraju.

## Kariera reprezentacyjna
W reprezentacji Japonii zadebiutował 9 marca 1951 w meczu przeciwko reprezentacji Afganistanu.

## Statystyki
| Reprezentacja Japonii | Reprezentacja Japonii | Reprezentacja Japonii |
| Rok                   | Mecze                 | Gole                  |
| --------------------- | --------------------- | --------------------- |
| 1951                  | 1                     | 0                     |
| Razem                 | 1                     | 0                     |